# Muriaux
Muriaux (toponimo francese; in tedesco Spiegelberg, desueto) è un comune svizzero di 502 abitanti del Canton Giura, nel distretto delle Franches-Montagnes.

## Storia
Il 1º gennaio 2009 ha inglobato il comune soppresso di Le Peuchapatte.

## Società

### Evoluzione demografica
L'evoluzione demografica è riportata nella seguente tabella:
Abitanti censiti

## Geografia antropica

### Frazioni
Le frazioni di Muriaux sono:
- Derrière-la-Tranchée
- Le Cerneux-Veusil
- Le Cratat-Loviat
- Le Peuchapatte[4]
- Le Roselet
- Les Chenevières
- Les Ecarres
- Les Emibois
- Les Peux

## Amministrazione
Dal 1864 comune politico e comune patriziale sono uniti nella forma del commune mixte.